# نخستین اشتباه آن‌ها
نخستین اشتباه آن‌ها (انگلیسی: Their First Mistake) یک فیلم کمدی آمریکایی به کارگردانی جرج مارشال است که در سال ۱۹۳۲ منتشر شد.

## بازیگران
- استن لورل
- اولیور هاردی
- می بوش
- بیلی گیلبرت
- جرج مارشال